# Pietje Bell (personage)

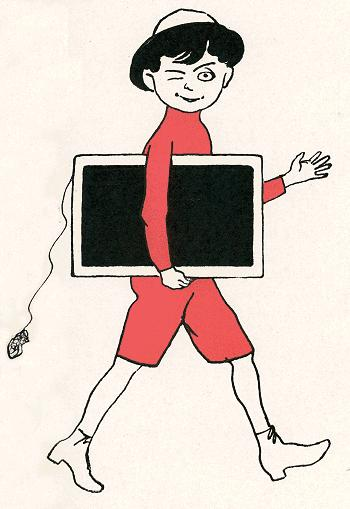
Pietje Bell op weg naar school. Afgebeeld door Jan Rinke in Pietje Bell of de lotgevallen van een ondeugenden jongen, het eerste boek in de serie (1914).

Pietje Bell is de hoofdpersoon uit een reeks komische kinderboeken van de Nederlands-Amerikaanse schrijver en kinderentertainer Chris van Abkoude. De reeks beslaat acht delen, oorspronkelijk gepubliceerd in de periode 1914-1936. 
Pietje Bell wordt als zoon van een schoenmaker geboren in de Breestraat, een straat in een volksbuurt in Rotterdam. In het tweede boek uit de serie, De vlegeljaren van Pietje Bell (1920) noemt Pietje bij een sollicitatie zijn verjaardag: 2 augustus. In het daaropvolgende, derde deel De zonen van Pietje Bell (1922) wordt in een krantenartikel van mei 1890 gesproken over een zesjarige Pietje Bell. Uit de boeken is daarom als fictieve geboortedatum 2 augustus 1883 te herleiden.
De jonge jaren van Pietje Bell spelen zich af rond de overgang van de 19de naar de 20ste eeuw. Bende De Zwarte Hand speelde een rol in een van zijn boeken.

## Beschrijving personage
Pietje Bell wordt in hoofdstuk twee van het eerste deel Pietje Bell of de lotgevallen van een ondeugenden jongen (1914) geïntroduceerd als een ‘aardig ventje’ met 'gitzwart haar en donkere ondeugende ogen', die veel lacht, van dwaze dingen houdt en zich het prettigst voelt wanneer hij ‘den heelen boel ondersteboven [kan] gooien’. Als klein kind haalt Pietje enorm veel kwajongensstreken uit, met als bekendste voorbeeld een hardhandige poging tot het verwijderen van een wrat op de neus van zijn tante Cato. De streken worden vaak veroorzaakt door de onbeholpen en naïeve wijze waarop Pietje anderen probeert te helpen, veelal van de wal in de sloot. Pietje beschikt over een groot rechtvaardigheidsgevoel en een klein hartje en combineert een enorme ondernemingslust en een onafhankelijke geest met zeer weinig respect voor autoriteiten. Zijn gedrag wordt door zijn omgeving veelal uitgelegd als brutaliteit.
In het tweede boek De vlegeljaren van Pietje Bell (1920) wordt een zestienjarige Pietje Bell door de auteur als volgt beschreven: “Hij was een vrije Hollandsche jongen en dit leven was zijn leven. Niemand behoefde hem te vertellen, wat hij wèl en wat hij nièt doen mocht.”

## Pietje Bell in het taalgebruik
De term ‘Pietje Bell’ is vanaf de jaren tachtig van de twintigste eeuw langzaam maar zeker ingebed in het Nederlandse taalgebruik. Tekenaar Peter van Straaten kwam in 1983 in Het Parool met een politieke prent waarop VVD'er Ed Nijpels met een blauw oog als ‘De Pietje Bell in de politiek’ staat afgebeeld. In de daaropvolgende decennia wordt de term ‘Pietje Bell’ steeds vaker gebruikt.
De NRC schrijft hierover op 25 november 2017:
'Pietje Bell komt in het woordenboek (nog) niet voor, terwijl zijn naam toch ook tot het spraakgebruik is doorgedrongen. [...] ‘de Pietje Bell van de sportjournalistiek’ (Hugo Borst), ‘de Pietje Bell van de museumwereld’ (Wim Pijbes), ‘de Pietje Bell van de autosport’ (Max Verstappen). Zo’n pietje-bell is iemand die de boel eens lekker opschudt, iemand die zijn eigen pad uitstippelt en de regels misschien niet per se aan zijn laars lapt maar wel probeert in hoeverre ze meegeven – hoe dan ook iemand met een hart van goud.'